# Osnowa matematyczna
Osnowa matematyczna – przyjęte odwzorowanie kartograficzne i związana z nim siatka kartograficzna, skala oraz sieć punktów osnowy geodezyjnej. Ten ostatni element to przeniesione na mapę punkty na Ziemi mające precyzyjnie określoną pozycję i wysokość.